# João Lopes de Lima
João Lopes de Lima foi um grande bandeirante que acompanhou Francisco Pedroso Xavier em sua incursão às reduções do Itatim em 1676. Morreu em São Paulo em 1723. Silva Leme estuda sua família no volume I página 373 de sua «Genealogia Paulistana».
Em 1683 chefiou a bandeira que deve ter percorrido as Minas Gerais atuais, com Carlos Pedroso da Silveira, Francisco Rodrigues, Manuel Ferreira de Lemos, Antônio Vaz, Antônio Domingues Galera, Domingos Luís, João Batista de Morais, José da Fonseca e Manuel Rodrigues Arzão. A expedição regressou a povoado em junho de 1685.
Com seu irmão, Manuel Lopes, apelidado o Buá, João foi descobridor do ouro no Ribeirão do Carmo, futura Mariana, depois de 1698 e das diligências de Francisco Bueno da Silva e Antonio Bueno da Silva, Tomás Lopes de Camargo e João Lopes de Camargo e do capelão padre João de Faria Fialho. Dizem que teve data marcada: no dia de Nossa Senhora do Carmo, 16 de julho de 1698, a bandeira do capitão João Lopes de Lima (e com ele seu irmão o padre Manuel Lopes, Buá de alcunha) redescobriu o ribeirão de Mariana, a que chamou Carmo e «mandou repartir estando já em São Paulo o meu general» (são palavras escritas por José Rebelo Perdigão que cita assim o governador Artur de Sá e Menezes), «nomeando para isso por Guarda-mor destas Minas ao Sargento-Mor Manuel Lopes de Medeiros; e o ouro deste ribeirão se avaliou então por melhor que o de Ouro Preto.» Outros autores falam em Diogo Pires Moreira e Francisco Alves de Castilho, de Taubaté, manifestando faisqueiras depois de João Lopes de Lima e Manuel Garcia, o qual teria descoberto outro córrego próximo. Eram de Atibaia. Foi em seguido pelo Governador Artur de Sá e Menezes e nele se instalou como um dos primeiros moradores Manuel Lopes de Medeiros.
A repartição total do Ribeirão do Carmo somente se operou em 1700 em extensão de duas léguas, pelas barrancas do mesmo, prosseguindo os descobrimentos rio abaixo, que, de acordo com as esperanças, deu boas pintas. Ainda em 1701 Antônio Pereira Machado descobriu o ribeirão que guarda seu nome nas cabeceiras do Ribeirão do Carmo, mas no seu meio curso o ocupante foi Sebastião Rodrigues da Gama. O sucesso foi seu ouro, de excelente título e qualidade, mais alto que o de Ouro Preto, conhecido há dois anos. Escreverá depois Perdigão que «o ouro preto era mais agro e se fazia em pedaços ao ser colocado no cunho». Era o ouro chamado ouro podre, da serra de São João, a cavaleiro da futura Vila Rica. Outro códice da Biblioteca Municipal de São Paulo, o códice Ameal, diz desse «ouro bravo, que é um ouro preto. E como depois de fundido se fazia em pedaços por não saberem dosar, o vendiam aos Paulistas a preço de cinco tostões e a 640 réis, que assim o davam em seu pagamento, donde ficou chamado ainda hoje a um quarto de pataca, ouro podre.»
Outros afirmam que apenas em 15 de agosto de 1700 João Lopes de Lima, «grande bandeirante que exerceu na Câmara de São Paulo vários cargos, como o de juiz ordinário em 1691» e seu irmão Manuel Lopes, o Buá, descobriram o Ribeirão do Carmo, na Ponte Grande, depois das diligências em 1698 de Francisco e Antonio Bueno da Silva, José e Tomás Lopes de Camargo e do padre João de Faria Fialho; deram-no a manifesto, sendo nomeado guarda-mor o sargento Manuel Lopes de Medeiros, que repartiu as minas nesta mesma data.

## Origem e descendência
João era filho do pernambucano Domingos Lopes de Lima, morto testado em São Paulo em 1667, e de Bárbara Cardoso.
Sua mãe era filha de Isabel Furtado, morta em São Paulo testada em 1683, e de Matias Cardoso de Almeida, natural da Ilha Terceira, morto no sertão em 1656. Bárbara era irmã portanto dos famosos juiz de órfãos Salvador Cardoso de Almeida, morto em 1690, do Capitão Manuel Cardoso de Almeida já morto em 1683, e do tenente-general Matias Cardoso de Almeida, depois mestre de campo. Foi a instituidora da Capela do Bom Jesus do Perdão, ou dos Perdões, ou da Cana Verde, como hoje dizem, entre a vila de São João de Atibaia e a vila de Nazaré, à distância de ambas de uma légua; no final do século XVII doara o patrimônio, sendo a dita capela benta em 1705 e colocada baixo à proteção do Padre Manoel Cardoso de Lima, o qual nessa data obteve licença para ai batizar e fazer enterramentos sem prejuízo dos direitos do pároco da freguesia de Nazaré, a cuja paróquia pertencia. Era ela proprietária de grande fazenda de cultura em Nazaré que passou a seus descendentes, pois eram cinco seus filhos:
- 1 - o padre mestre frei Matias do Espírito Santo, beneditino;
- 2 - João, este sertanista, de que se ocupa este verbete.
- 3 - Padre Manuel Cardoso de Lima, o protetor da capela do Bom Jesus do Perdão em 1705;
- 4 - Sebastião Lopes de Lima, que em Nazaré em 1693 casou com Maria Ribeiro de Camargo, filha de Pascoal Delgado Lobo Sobrinho e de Mariana de Camargo;
- 5 - Maria de Lima, casada com João de Godói Moreira, morto em 1748 em Mogi das Cruzes, já casado pela segunda vez com Catarina de Lemos, filha de Baltazar de Godói Moreira e Maria Jorge.

Casou com Gabriela Ortiz de Camargo, morta em 1723 em Nazaré aos 72 anos, oitava filha de Marcelino de Camargo (irmão do Capitão Fernando de Camargo, o Tigre) e de Mécia Fernandes Pimentel de Távora. Gabriela era irmã do alcaide-mor e sertanista José de Camargo Pimentel e do Capitão Francisco de Camargo Pimentel. Segundo Silva Leme, no Volume I página 373 de sua «Genealogia Paulistana» tiveram dois filhos:
- 1 - Marcelino Lopes de Camargo, morto em Atibaia em 17 de novembro de 1763, casado desde 1712 com Josefa das Neves Gil
- 2 - sargento-mor Domingos Lopes de Camargo, morto em 1739, casado com Maria Bueno de Lima, filha de Bartolomeu Bueno de Azevedo e Maria de Lima do Prado.